# Matthew Denny
Matthew Denny (Toowoomba, 2 de junio de 1996) es un deportista australiano que compite en atletismo. Participó en los Juegos Olímpicos de París 2024, obteniendo una medalla de bronce en el lanzamiento de disco.

## Palmarés internacional
| Juegos Olímpicos | Juegos Olímpicos | Juegos Olímpicos  | Juegos Olímpicos |
| Año              | Lugar            | Medalla           | Prueba           |
| ---------------- | ---------------- | ----------------- | ---------------- |
| 2024             | París (Francia)  | Medalla de bronce | Disco            |